# Sekondi-Takoradi
Sekondi-Takoradi és la capital de la Regió Oest de Ghana.
Amb una població de 335.000 persones el 2005, és la quarta ciutat en nombre d'habitants del país i un centre industrial i comercial important.
Les principals indústries són de fusta, contraxapat, cigarrets, drassanes i reparació de maquinària de ferrocarril. Es troba en la línia fèrria que porta a Accra i Kumasi.

## Història
Sekondi, una ciutat antiga de certa importància, prosperava el 1903 gràcies a l'estació de ferrocarril que exportava els recursos minerals i de fusta de l'interior rural. Com la majoria de les autoritats locals en el món la Sekondi-Takoradi Municipal Assembly va començar humilment com Ajuntament de Sekondi l'1 d'octubre de 1903 per una proclamació feta en la llavors colònia de Costa d'Or. La proclamació va ser datada el 15 setembre de 1903 i es va fer sota la Town Council Ordinance No. 26 de 1894.
Es va celebrar la primera reunió del consell de 6 de març de 1905 al Hotel Metropole de Sekondi amb el Sr. J. Arthure Philbrock aleshores comissionar de la Regió Occidental com el seu President. Hi havia tres oficials i dos membres no oficials. Takoradi tenia un important port marítim d'aigües profundes ja en 1928, que era el primer del país i l'única porta d'entrada marítima a la costa d'or, i moltes personalitats distingides la van utilitzar per visitar el municipi de Takoradi. Per tant, es va considerar oportú portar Takoradi, que estava a uns 10 km de Sekondi sota la cobertura administrativa del Consell. El juliol del 1943 el comissionat de la Regió Occidental va crear un comitè presidit pel Sr. A. Sutherland llavors el President del Consell de la ciutat de Sekondi, per estudiar la possibilitat d'ampliar l'Ajuntament de Sekondi per incloure Takoradi. Després de la presentació de l'informe de la comissió a l'abril de 1944, l'Ajuntament de Sekondi-Takoradi va ser establert el 2 de desembre de 1946. Durant la segona guerra mundial, la base aèria de Takoradi va ser un important punt d'aterratge per a les tropes britàniques i la ciutat va créixer.
L'1 de març de 1954, el Consell va ser elevat a la condició de municipi sota la Municipality Council Ordinance de 1953. La nova reunió del Consell Municipal va ser declarada oberta pel Sr. E.O. Asafu-Ddjaye llavors ministre de Govern Local el dia 9 de març de 1954. El divendres 18 d'abril de 1958 el llavors ministre de Govern Local A.E.A. Ofori-Atta va encarregar oficialment el nou edifici del Consell, que s'utilitza actualment com la seu de l'Assemblea Metropolitana.
El 25 de juny de 1962, Sekondi-Takoradi va ser elevat a la condició de ciutat a través de l'Instrument Executiu Nº 7 de 9 de gener de 1965.
El 1971 es va introduir una nova Llei de Govern Local que buscava amalgamar consells locals menors en grans unitats de govern local. Pel instrument Sekondi Takoradi District Council Establishment instrument de 1974 (LI 890), els límits de Sekondi-Takoradi es va ampliar per incloure els ajuntaments d'Ahanta i Shama que fins llavors havia operat com a unitats de govern locals separats.
Després de la promulgació de la Llei PNDC 207, l'Ajuntament de Sekondi-Takoradi va ser elevat a una nova condició, la d'Assemblea Metropolitana amb el nom oficial de Sekondi-Takoradi Metropolitan Assembly (STMA). Pel Local Government Establishment Instrument de 1995 (LI 1613), el nom oficial de la Metròpoli va ser canviat a Shama Ahanta East Metropolitan Assembly (SAEMA) i actualment és una de les quatre metròpolis a Ghana.

## Equipament educatiu

Estadi de Sekondi-Takoradi.

Takoradi té un centre tècnic de formació ben equipat, el Takoradi Techical Institue, TTI on 1.400 estudiants cursen en dos torns assistits pel govern alemany a través de GTZ/GOPA. El TTI alberga un Fab Lab equipat pel Massachusetts Institute of Technology, que és el primer d'aquest tipus a Àfrica.
A més, compta amb un politècnic i renovades escoles secudèries, com la Ghana Secondary Tecnhical School, Adiembra Secondary School i altres. Amb el temps ha aconseguit ser un pol d'atracció d'investigadors i enginyers de mines, ja que es troba prop de les ciutats mineres de l'oest de Ghana.

## Turisme
Compta amb gran quantitat de platges que atreuen a turistes de tot el món. Al seu estadi s'hi van celebrar partits de la Copa Africana de Nacions 2008.

## Ciutats germanades
- Boston (Massachusetts, EUA)
- Oakland (Califòrnia, EUA)
- Plymouth (Devon, Anglaterra).

## Equipament social
Mercy Foundation International té una seu aquí; es tracta d'una organització que treballa amb nens vulnerables i del carrer. Ha obert un cibercafè i centre de formació en informàtica per ajudar a aquests nens en l'aprenentatge.